# Osmia hellados
Osmia hellados är en biart som beskrevs av Van der Zanden 1984. Osmia hellados ingår i släktet murarbin, och familjen buksamlarbin. Inga underarter finns listade i Catalogue of Life.